# MEncoder
MEncoder är ett fritt videohanteringsverktyg som körs från en kommandotolk. Det är släppt under GNU General Public License och har ett nära släktskap till MPlayer. Det kan hantera och konvertera alla format som MPlayer förstår till en mängd komprimerade och icke komprimerade format genom olika codecs.